# Stazione di Frasso-Dugenta
Stazione di Frasso-Dugenta vasútállomás Olaszországban, Dugenta településen.

## Vasútvonalak
Az állomást az alábbi vasútvonalak érintik:
- Nápoly–Foggia-vasútvonal

## Kapcsolódó állomások
A vasútállomáshoz az alábbi állomások vannak a legközelebb:
- Stazione di Amorosi-Melizzano
- Stazione di Valle di Maddaloni